# 2024年夏季奧林匹克運動會閉幕式
2024年夏季奧林匹克運動會閉幕式於2024年8月11日於法蘭西運動場舉行。闭幕式被命名为《记录》，由托马斯·若利指导。
根据传统的奥运会礼仪，仪式包括现任（法国）和下一任（美国）主办国的文化展示，以及国际奥委会(IOC)主席托马斯·巴赫和COJOP2024主席托尼·埃斯唐盖的闭幕词；巴黎市长安妮·伊达尔戈将奥林匹克旗帜正式移交给洛杉矶市长凯伦·巴斯，洛杉矶将举办2028年夏季奥运会；以及奥林匹克圣火熄灭仪式。仪式包括拍摄和现场直播，其中包括在加利福尼亚州长滩录制的洛杉矶2028年奥运会展示的下半部分。

## 准备工作
闭幕式与开幕式同由托马斯·若利执导；他表示闭幕式将是一场“以出色的动作编排和杂技在视觉上展现其颇有歌剧色彩一面的表演”，其故事主线是“有人出手重建了将来再次消失的奥运会”。
2023年10月，2028年夏季奥林匹克运动会主办城市洛杉矶委托英国电视节目制作人本·温斯顿及其工作室Fulwell 73制作文化表演环节。

## 流程

### 引入
开头短片回顾了本届奥运会开幕式的精彩片段。短片结束后，镜头转向奥林匹克圣火台所在的杜乐丽花园并演奏起《巴黎天空》。随后，法国著名游泳运动员，本届奥运会4金得主莱昂·马尔尚走向圣火台，他将带着装有从圣火台采集完毕的奥运圣火的火种灯前往法兰西体育场，紧接着主火炬台的圣火缓缓熄灭。

### 入场
首先，法国国旗进入体育场，现场演奏了重新编排的法国国歌《馬賽曲》。
接下来，参赛国家的旗帜进入法兰西体育场，所有参赛运动员紧随其后。运动员全部入场后现场播放起歌曲包括《香榭丽舍大街（歌曲）》、《摆脱欲望》和《我们是冠军》。
接着，作为传统，进行了田径赛程的最后一个项目马拉松的颁奖仪式。但是，本届奥运会仅进行了女子马拉松的颁奖仪式，以纪念 1789年凡尔赛宫的妇女游行。
随后，对本届奥运会的志愿者进行答谢，四位新当选的国际奥委会运动员委员会成员向志愿者代表赠送答谢礼物。

### 文艺表演
金色航海者从法兰西体育场缓缓降落，这个角色的灵感来自法国历史，包括巴士底狱精神。接下来，按照闭幕式的规定，升希腊国旗，以表奥运会在该国发源。随后，各种节目交织在一起，带领观众追随皮埃尔·德·顾拜旦在1800年代末的脚步，复兴古代奥运会。在奥运会奖牌上的胜利女神尼刻，以实体的形式出现在舞台中央，金色航海者在法兰西体育场的地板上发现了奥林匹克五环，五环被缓缓吊到体育场中央的空中。

### 音乐会

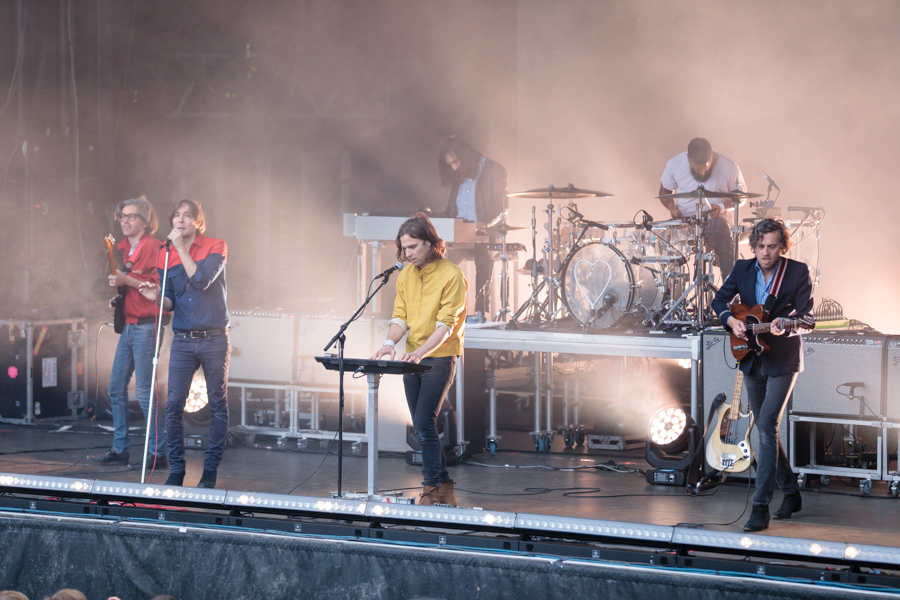
凤凰乐队 （攝於2018年）

接下来凤凰乐队、Kavinsky、埃尔、Vannda和吸血鬼週末的Ezra Koenig带来了一系列音乐表演。演出期间，多名运动员爬上舞台与演员一起跳舞，这并未得到主办方的同意，主办方用扩音器命令运动员离开舞台，安保人员和志愿者上前将运动员带离。

### 致辞
2024巴黎奥运会组委会主席、三届皮划艇奥运会冠军托尼·埃斯唐盖发表闭幕词，他与代表五大洲和难民奥林匹克代表队的六名运动员一起登上舞台。六名运动员分别是：
- 难民奥林匹克代表队的拳击手辛迪·恩甘巴；
- 代表亚洲的中国乒乓球运动员孙颖莎；
- 代表非洲的肯尼亚马拉松运动员埃利乌德·基普乔盖；
- 代表美洲的古巴摔跤手米哈因·洛佩斯；
- 代表欧洲的法国柔道运动员特迪·里内；
- 代表大洋洲的澳大利亚游泳运动员艾瑪·麥基翁。

最后，国际奥委会主席巴赫致辞。

### 洛杉矶时间
奥林匹克旗帜在法兰西体育场降下，会旗从巴黎市长安妮·伊达尔戈手中传递给国际奥委会主席巴赫，然后传递给洛杉矶市长凱倫·巴斯。
随后，艾美奖、格莱美奖和奥斯卡奖获得者H.E.R.奏唱了美国国歌。巴斯市长将奥林匹克会旗交给一旁的西蒙·拜尔斯。
伴随着电影《碟中谍》的主题音乐，汤姆·克鲁斯从法兰西体育场屋顶垂降，他从西蒙·拜尔斯手中接过奥林匹克会旗，骑着摩托车驶离法兰西体育场，经过巴黎的街道，机场并搭乘军用飞机抵达洛杉矶。第一站则是好莱坞的山丘上，汤姆·克鲁斯在此处完成了好莱坞标志的五环装饰后，继续骑着摩托车来到了第一个接力点，将手中的会旗经由凯特·考特尼、迈克尔·约翰逊、贾格尔·伊顿等运动员接力传递，途中经过了洛杉矶纪念体育馆、洛杉矶街道，最终到达長灘完成会旗传递任务。
接下来，一些在洛杉矶活动的歌手带来了一系列表演。首先是嗆辣紅椒（在传递会旗时演唱了〈By the Way〉；之后在舞台上表演了〈Can't Stop〉）；接着是比莉·艾利什（演唱了歌曲〈Birds of a Feather〉），最后是史努比狗狗和Dr. Dre（史努比狗狗独自演唱了〈Drop It Like It's Hot〉，并与Dr. Dre合作演唱了〈The Next Episode〉）

### 闭幕
莱昂·马尔尚带着装有奥运圣火的火种灯来到了法兰西体育场。随后，巴赫主席宣布奥运会闭幕，六名运动员和马尔尚一起吹灭了火种灯中的火焰。
法国闭幕式旗手、男子七人制橄榄球队金牌得主安托萬·杜邦将法国国旗交给了法国残奥会代表。提醒人们关注接下来的巴黎残奥会。
最后，伊索演唱英文歌曲《My Way》，该歌曲最初基于法语歌曲《一如往日》。随着最后一次烟花绽放，仪式正式结束。

## 出席嘉賓
- 国际奥林匹克委员会主席托马斯·巴赫
- 法国总统埃马纽埃尔·马克龙
  - 巴黎市市長（英语：Mayor of Paris）安妮·伊达尔戈
  - 2024年奥运会和残奥会巴黎组委会（英语：COJOP2024）主席托尼·埃斯唐盖
- 美国副总统賀錦麗（代表总统乔·拜登，偕丈夫任德龙）
  - 加利福尼亞州副州長埃萊妮·庫納拉基斯（代表州長加文·纽森）
  - 洛杉磯市市長（英语：Mayor of Los Angeles）凱倫·巴斯
- 委内瑞拉副总统（英语：Vice President of Venezuela）德尔茜·罗德里格斯
- 韩国大法院院长曹喜大（代表總統尹锡悦）
- 中华人民共和国国务委员谌贻琴（代表国家主席习近平）
- 国际奥林匹克委员会副主席、中国奥林匹克委员会副主席于再清

## 另見
- 維基新聞相關報導：巴黎殘奧雨中落幕